# Ocheni, Bacău
Ocheni este un sat în comuna Huruiești din județul Bacău, Moldova, România.